# Absu
Az Absu (ejtsd: ábszu) amerikai black/death/thrash metal együttes volt. Lemezeiket a Candlelight Records/Osmose Productions kiadók dobták piacra. Pályafutásuk alatt több tagcsere is történt a zenekarban. Proscriptor McGovern énekes volt az egyetlen eredeti tag. A rajongók "ezoterikus black metal"-nak írják le a zenei stílusukat, szövegeik témája miatt.

## Története
1989-ben alakultak meg Dallasban. Pályafutásuk kezdetén Dolmen, illetve Azathoth volt a nevük, 1991-ben Absura változtatták. Először két demót és egy EP-t dobtak piacra, első nagylemezüket 1993-ban jelentették meg. Az eredeti felállás ez volt: Equitant Ifernian - gitár, basszusgitár, szövegírás, Shaftiel - gitár, éneklés. Hozzájuk csatlakozott Proscriptor McGovern, David Athron Mystica gitáros és Black Massith billentyűs. Közülük már csak McGovern képviselte a zenekart későbbi pályafutása alatt. A metal rajongók körében híresek lettek arról, hogy szövegeik főleg kelta, sumer és mezopotámiai mitológiákról szólnak. Kelta zenei, népzenei, dzsessz fúziós, progresszív rock és pszichedelikus zenei elemek is szerepelnek a dalaikban. Az első nagylemezük után Mystica és Massith kiléptek a zenekarból. Második stúdióalbumukat 1995-ben jelentették meg. Harmadik nagylemezük 1997-ben került piacra. 2001-ben, 2009-ben is megjelentettek nagylemezeket. 2018-ban is piacra dobtak albumot. Vis Crom 2018-ban bejelentette, hogy transznemű és Melissa Moore a neve. Proscriptor McGovern 2020-ban feloszlatta a zenekart.  Ugyanebben az évben azonban új együttest alapított "Proscriptor McGovern's Apsu" néven, amely az eredeti Absu örökségét viszi tovább. Az új zenekar első nagylemeze 2020-ban jelent meg az Agonia Records gondozásában.

## Tagok
Utolsó felállás 
- Proscriptor McGovern (Russley Randell Givens) – ének, dob, ütős hangszerek, mellotron, szövegírás (1992–2020)
- Ezezu (Paul Williamson) – basszusgitár, vokál (2008–2020)

Korábbi tagok 
- Shaftiel (Mike Kelly) – gitár, ének (1990–2003)
- Equitant Ifernain (Ray Heflin) – gitár, basszusgitár (1990–2002)
- Gary Lindholm – gitár (1990–1992)
- Daniel Benbow – dob (1990–1992)
- Daviel Athron Mystica (Dave Ward) – gitár (1992–1993)
- Black Massith (Brian Artwick) – billentyűk, szintetizátor (1992–1993)
- Kashshapxu (Rad Davis) – gitár (2001–2003)
- Aethyris McKay (Shandy Mckay) – gitár, szintetizátor (2007–2010)
- Zawicizuz (Geoffrey Sawicky) – gitár, billentyűk, vokál (2007–2009)
- Vastator Terrarum – gitár, vokál (2007)
- Vis Crom (Melissa Moore) – gitár (2009–2018)

Ideiglenes tagok
- Mezzadurus (Chris Gamble) – ének, basszusgitár (1995–2002)

## Diszkográfia
Stúdióalbumok
- Barathrum: V.I.T.R.I.O.L. (1993)
- The Sun of Tiphareth (1995)
- The Third Storm of Cythraul (1997)
- Tara (2001)
- Absu (2009)
- Abzu (2011)